# コマンダー0
『コマンダー0』（コマンダーゼロ）は、富沢順の漫画作品。『週刊少年ジャンプ』1981年53号 - 1982年16号に連載された。

## 概要
「怪物や改造人間を使う謎の組織フェニックス」対「強化スーツを着た警察の秘密戦士コマンダー0」の戦いを、「コマンダー0の表の顔の刑事」と「彼の裏の顔を知らない婦警」の恋愛を交えて描く。

## あらすじ
1980年代後半、警視庁は凶悪な武装犯罪に対抗する為、秘密裏に日本武装警察（JAP、Japan Armed Police）を設立した。JAPの指揮官・神代（じんだい）の下にはコマンダーと呼ばれる特殊な戦闘能力を持つ戦士がいる。通常の警察では対抗できないと警視総監が判断した時、神代にコマンダーの出動命令が出る。
JAPの出動のない時のコマンダー0は鋼零太（はがね れいた）という所轄のドジな刑事、神代は鋼の上司の捜査課長である。他の警察官は鋼や神代がJAPメンバーであることはおろかJAPの存在すら知らない。鋼は同じ署の交通課の婦警・由美とはデートをするなど恋人同士の間柄である。
フェニックスとの戦いの中、敵の裏に国家が関わっていることから、J.A,Pの存在そのものが危ぶまれるが、信念を貫くため36人のコマンダーはフェニックスの本拠に殴り込んでいく。
犯罪者からは地獄の使者とおそれられる無敵の戦士。
クレイジー'80s、狂った時代が彼らを生んだ!!

## 登場人物

### 門仲署
鋼 零太＝コマンダー・ゼロ
門仲警察署捜査一課に勤務する刑事。だがその正体は日本武装警察JAPの秘密捜査官。
普段はカツラと伊達眼鏡でドジな刑事を装っているが、出動命令「指令0」が下されるとロッカーの裏に隠された秘密通路から地下に降り、専用バイクで出動する。戦いの中にこそ己の生きる意味を見出す、熱き正義の心と不屈の闘志を持った男。
神代（じんだい）課長
鋼零太の勤務する門仲署捜査一課長にしてその実体はJAP司令官。日本各地及び世界で任務につくコマンダーたちを指揮・統括する。零太の周辺で彼がコマンダーであることを知る唯一の人物。
森田由美
交通課に所属する婦警で鋼零太の恋人。零太がコマンダーゼロであることは知らない。戦闘で（表向きは交通事故・ガス爆発等の理由で）度々重傷を負い入院する彼にいつも心配させられている。
五十嵐マキ
由美とコンビを組んでいる婦警。命を救われたコマンダーゼロに一目惚れする。元はスケバンでヌンチャクやトンファーを使いこなす喧嘩の達人。フェニックスの下級構成員くらいなら楽々KOしてしまうが、超兵器を持った戦士には流石に敵わない。

### J.A.P.
林 紅竜
JAP科学研究班チーフ。普段はJAP本部でコマンダーの武装の開発や犯罪に使用された技術の解析を担当している。クールな学者肌だが、科学を悪用する者に対しては激しい怒りを顕わにする。現場に赴き自ら科学捜査を行うこともある。中国人（姓の読みは「リン」）。
コマンダー・レオ
フェニックスの脅威に対抗するため、神代司令がニューヨークから呼び寄せた第二のコマンダー。二刀流のレーザーブレード・斬光剣を操り｢無敵の獅子｣の異名を取る。己が力に絶対の自信を持ち自分より強い者にしか従わない。隻眼（アイパッチ装着）。
コマンダー・ジョー
フェニックスに拉致されそうになった由美とマキを救った第三のコマンダー。女性のような顔をしているがニューハーフでれっきとした男性。腕に装着される粒子ビーム・ブラスターが武器。
その他のコマンダー
最終話ラストでゼロに追いついたレオやジョーのほか、3名を含む総勢36名のコマンダーが揃い踏みした。狂った時代に抗い、戦い続ける「愛すべきバカ野郎ども」である。

### フェニックス
Mr.シャッフル
闇の軍隊フェニックスを治める総統。日本に理想国家を建設することを目的とし、フェニックス本部から兵器人間達に命令を下す。
その正体は、日本政府内の何者かの依頼を受け日本を兵器産業国家に作り変えようと企む死の商人。
最終話においては自らの計画が潰されたことに、ままならなかった自身の人生を省みながらコマンダーゼロを讃え、幕引きを果たすべくコマンダーたちを待ち構えていた。
兵器人間ベリアル
ゼロが最初に遭遇したフェニックスの戦士。シンボルとなるタロットカードは戦車で階級は少佐。武装バイクやトレーラーから成るフェニックス機甲師団を指揮し原子力発電所からプルトニウムを強奪する。だが真の目的はJAPのコマンダーゼロを誘き出し抹殺することにあった。
兵器人間カッシェル
ゼロに初めて兵器人間（ウエポノイド）を名乗った戦士。女教皇のカードをシンボルとする。またの名を｢閃光のカッシェル｣。その任務は会議のため日本に集結した世界最高の科学者｢スーパー・ジーニアス・ファイブ｣の誘拐。その目から発するレーザー『ヒート・ビジョン（熱きまなざし）』の前にゼロも一度は敗北を喫する。
兵器人間エウリノーム
魔犬エルサスを従え、市民の無差別大量殺戮｢虐殺計画（ジェノサイド・プロジェクト）｣を遂行する兵器人間。タロットカード月がシンボル。物質を一瞬で絶対零度まで｢超凍結｣させる『電子冷凍砲（フリーズ・ブラスター）』を装備している。
魔犬エルサス
虐殺計画（ジェノサイド・プロジェクト）遂行のために育成されたフェニックスの兵器獣第1号。
その正体は、家畜開発研究所から逃走したところを零太と由美が拾った一匹の子犬。零太の弟分としてワン太と名付けられ門仲署でしばらくの間飼われていたが、飼い主が見つかり連れ戻される。その後巨大化・凶暴化ホルモンの投与により変貌した姿。
兵器人間アレクス
塔のカードをシンボルとし、電撃を自在に操る兵器人間。二つ名は「電光のアレクス」。女戦士アロマを恋人とし、民間人の無用な犠牲を嫌うなど比較的人間的な一面を残す。だが一方でMr.シャッフルの唱える理想国家建設の理想に心酔し、その障害となる者は勿論のこと任務に失敗した同志も容赦なく抹殺する。アメリカ・ブロンクスの出身。
アロマ
フェニックスの女戦士。兵器人間アレクスの恋人で彼と同じくブロンクスの出身。兵器人間ではなく生身の人間だが、高速振動により物体を破壊するクレイジーロッドの使い手。アレクスの死後はMr.シャッフルの真意を確かめるためゼロに協力しフェニックスに反逆する。
兵器人間ヴァルファー
人間には聞こえない超音波で魔犬エルサスを遠隔操作する兵器人間。シンボルとなるカードは悪魔。コマンダー・レオの斬光剣に一刀両断されるが彼は囮に過ぎなかった。
アモン・キャブロール
フェニックスに協力する天才科学者。かつて｢地獄の科学者｣と呼ばれ、非人道的な研究のため各国の学会を追放された過去を持つ。魔犬エルサスを誕生させ虐殺計画の総指揮を執るが、失敗の責任を問われアレクスに抹殺される。

### その他
スーパー・ジーニアス・ファイブ
世界の最高頭脳（トップ・ブレイン）と呼ばれる5人の超天才科学者。そのIQの合計は二千とも三千とも言われ、記者会見のリップサービスとして自分たち5人なら、（あくまで仮定だが）半年に満たない期間で世界を支配できるプランもあると発言している。これに関しては「自分たちには実行する度胸がない」と否定している。そもそも実行したとしても社会制度上のことであり、「納得できない個々人の反発などがあって支配を維持できない」ということでもあるだろう。
- ロバート・メッツ ロボット工学博士（アメリカ）
- カール・リンク 医学博士（ドイツ）
- ビリー・ナイト 化学博士（イギリス）
- ハリー・ダージリン 物理学博士（オーストリア）
- 浜崎勝士 コンピュータ工学博士（日本）

日本で開催される世界平和特別会議に出席するために来日したが、フェニックスの兵器人間カッシェルに誘拐され、摘出された脳をフェニックス本部のマザー・コンピューターに組み込まれてしまう。だが、脳を奪われながらもその魂の宿った肉体はカッシェルを道連れに散って逝った。

## 用語
J.A.P.
正式名称は日本武装警察（Japan Armed Police）。1980年代後半、凶悪化・多様化の一途を辿る犯罪に対応するために設立された。その本部は警視庁の地下深くに位置し、警視総監他一部の高官にしかその存在は知らされていない。“横から見た牙を剥く猛犬の胸像に「J.A.P.」の文字”がシンボルマーク。
コマンダー
JAPに在籍する秘密捜査官（シークレットサーチャー）の総称。全国に36人存在する。様々な近代兵器を装備し凶悪犯罪に立ち向かう彼らは、その名を知る犯罪者たちに地獄の使者として恐れられた。
指令0
通常の警察力では対処できないと判断された凶悪犯罪に対し、国家公安委員会よりコマンダーゼロに下される出動命令。警視総監の承認を得て神代JAP司令が発令する。
フェニックス
闇の軍隊を名乗り、高度な科学兵器を駆使する謎の犯罪結社。日本に理想国家を建設することを宣言する。「PHOENIX」の文字を不死鳥の翼の形に組んでシンボルマークとしている。
その真の目的は、日本の科学力・工業力・資本力を利用し一大兵器産業国家に作り変えること。兵器人間や兵器獣を用いた一連の計画は、それらの有用性を兵器市場にアピールするためのデモンストレーションだった。
兵器人間（ウエポノイド）
フェニックスの作戦行動を指揮するサイボーグ戦士の総称。強化服で身を固め体内に強力な殺人兵器を内蔵している。一人一枚ずつ、シンボルとなるタロットカードに対応している。
兵器獣
戦闘・殺戮のために育成されたフェニックスの生物兵器。開発者は「地獄の科学者」アモン・キャブロール。

## 武装・兵器

### J.A.P.
電磁ブレイカー
コマンダー・ゼロの両拳に装備された、電磁波破砕法を応用した格闘兵器。ショルダー・プロテクター内のマグネトロンで発生させた電磁波をナックル・プレートから開放することで厚さ数センチの鉄板をも貫く。その破壊力は兵器人間の強化服をいとも容易く粉砕するほど絶大。作中の表現では近接戦闘に特化した兵器である。
コマンド・キャノン
コマンダー・ゼロが携帯する大口径のリボルバー。発射されるミサイル弾はコンクリート製の高速道路を貫通するほどの威力だが、それを以ってしても兵器人間の強化服にダメージを与えることは出来ない。
斬光剣
コマンダー・レオが使用する二刀流の光剣。正式名称は高出力Ar（アルゴン）ガス・レーザーブレード。
粒子ビーム・ブラスター
コマンダー・ジョーが所持する小型ビームガン。普段は両腰に携帯しているが使用時は腕部に装着され、銀色の粒子ビームを発射する。

### フェニックス
熱きまなざし（ヒート・ビジョン）
兵器人間カッシェルの両目から発射される拡散レーザー・ビーム。同時に複数の標的を攻撃することが可能。
電子冷凍砲（フリーズ・ブラスター）
兵器人間エウリノームの右腕に内蔵された冷凍兵器。結晶化ヘリウム・ガスを放射し、標的を一瞬にして絶対零度まで凍結させる。
クレイジー・ロッド
アロマが所持する高速振動棒。内蔵した小型加速ホイールの共鳴により、接触したあらゆる物体を粉砕する。
マッド・サイザー
兵器人間ヴァルファーの左手に装備されたKr（クリプトン）ガス・レーザーブレード。
電光鞭（サンダーボルト・ホイッパー）
兵器人間アレクスの両腕から発せられる放電兵器。人工的に稲妻を発生させ標的を感電させる。出力を最大にすれば一瞬で人間を消し炭に変えることも可能。

## 単行本
- ジャンプ・スーパー・コミックス　全2巻 (1983年)
- ジャンプ・スーパー・エース　全1巻 (1992年、新装版)